# Metro w Amsterdamie
Metro w Amsterdamie – połączony system metra i szybkiego tramwaju w Amsterdamie i okolicy gminy Amstelveen, Diemen, i Ouder-Amstel w Holandii. System jest własnością miasta Amsterdam i obsługiwany jest przez Gemeentelijk Vervoerbedrijf, przedsiębiorstwo które obsługuje również tramwaje, promy i lokalne autobusy.
Metro składa się z pięciu linii. Trzy linie zaczynają się od Amsterdam Centraal, z których linie 53 i 54 łączą centrum miasta z Diemen, Duivendrechtem, Amsterdam Zuidoost i południowy wschód, a linia 51 łączy centrum miasta z Amstelveen i południem. Linia Okrężna nr 50, łączy Amsterdam Zuidoost z zachodem, nie przechodząc przez centrum miasta. 22 lipca 2018 otwarto odcinek północ-południe z Noord do Zuid. Przechodzi on przez historyczne centrum miasta.
System metra korzysta ze standardowego rozstawu toru i napięcia 750 V DC z trzeciej szyny. Linia 51 jest hybrydą pomiędzy metrem i szybkim tramwajem, ponieważ wykorzystuje ona wspólnie tory metra między Amsterdam Centraal i Zuid, i wspólne tory tramwajowe między Zuid i Amstelveen Centrum.

## Sieć
Linia 50 (zielona)
| Linia 50: Isolatorweg – Gein |
| Isolatorweg – Sloterdijk NS – De Vlugtlaan – Van Galenstraat – Postjesweg – Amsterdam Lelylaan – Heemstedestraat – Sneevlietweg – Amstelveenseweg – Zuid NS – RAI NS – Overamstel – Van der Madeweg – Duivendrecht NS – Strandvliet – Bijlmer ArenA NS – Bullewijk – Holendrecht – Reigersbos – Gein |

Linia 51 (pomarańczowa)
| Linia 51: Centraal Station – Amstelveen – Westwijk |
| Centraal Station – Nieuwmarkt – Waterlooplein – Weesperplein – Wibautstraat – Amstelstation NS – Spaklerweg – Overamstel – RAI NS – Zuid – De Boelelaan/VU – A.J. Ernststraat – Van Boshuizenstraat – Uilenstede – Kronenburg – Zonnestein – Onderuit – Oranjebaan – Amstelveen Centrum – Ouderkerkerlaan – Sportlaan – Marne – Gondel – Meent – Brink – Poortwachter – Spinnerij – Sacharovlaan – Westwijk |

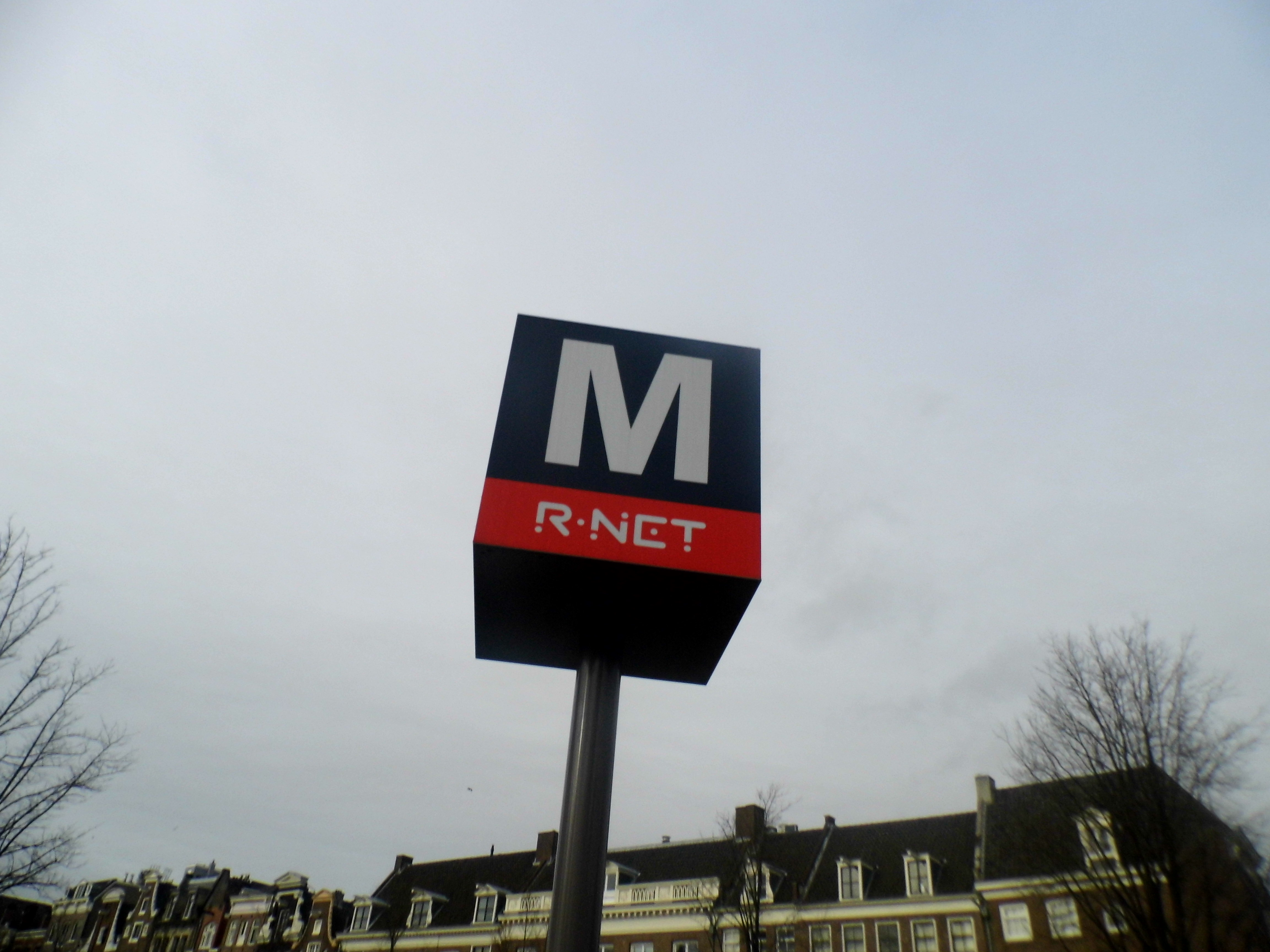
Znak oznaczający, że w pobliżu znajduje się stacja metra

Linia 52 (niebieska)
| Linia 52 (Linia Północ/Południe): Buikslotermeerplein – Zuid NS                                                                |
| Buikslotermeerplein – Van Hasseltweg – Centraal Station – Rokin – Vijzelgracht – Ceintuurbaan – RAI NS / Europaplein – Zuid NS |

Linia 53 (czerwona)
| Linia 53: Centraal Station – Gaasperplas |
| Centraal Station – Nieuwmarkt – Waterlooplein – Weesperplein – Wibautstraat – Amstelstation NS – Spaklerweg – Van der Madeweg – Venserpolder – Diemen Zuid NS – Verrijn Stuartweg – Ganzenhoef – Kraaiennest – Gaasperplas |

Linia 54 (żółta)
| Linia 54: Centraal Station – Gein |
| Centraal Station – Nieuwmarkt – Waterlooplein – Weesperplein – Wibautstraat – Amstelstation NS – Spaklerweg – Van der Madeweg – Duivendrecht NS – Strandvliet – Bijlmer ArenA NS – Bullewijk – Holendrecht – Reigersbos – Gein |